# Virunum

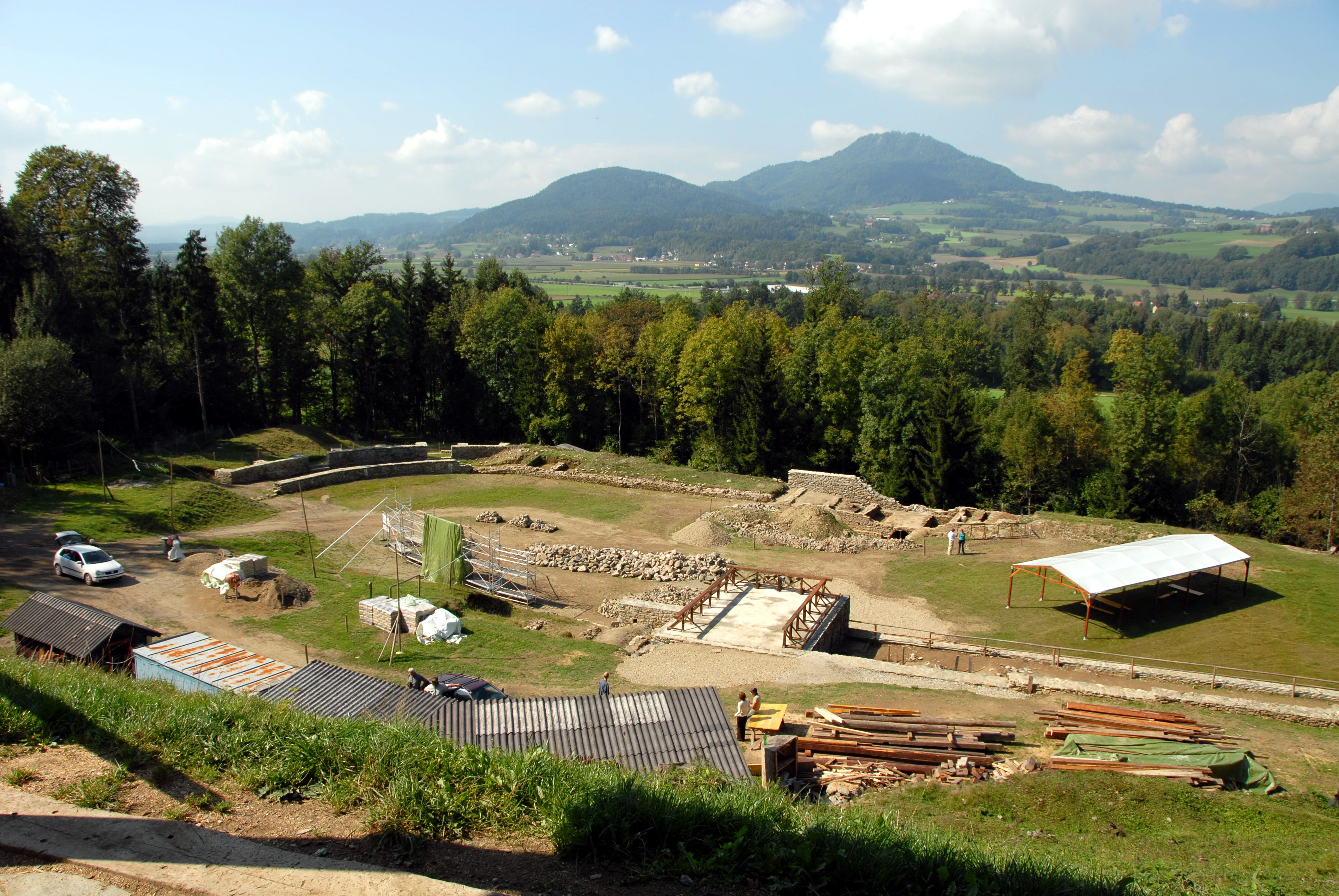
Südteil der Ausgrabung des Amphitheaters von Virunum bei Maria Saal, im Hintergrund das Zollfeld und der Ulrichsberg

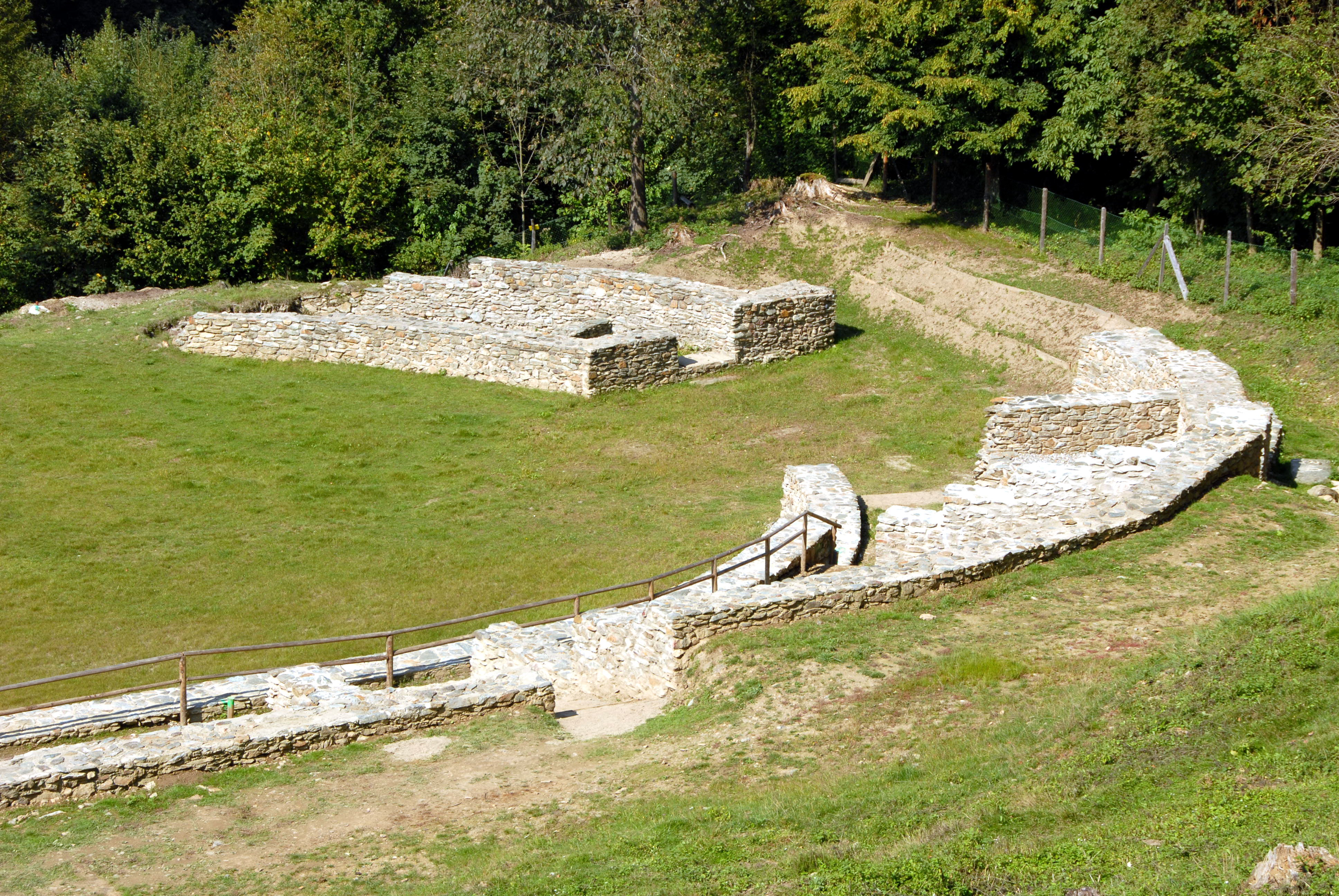
Nordteil der Ausgrabung des Amphitheaters von Virunum bei Maria Saal

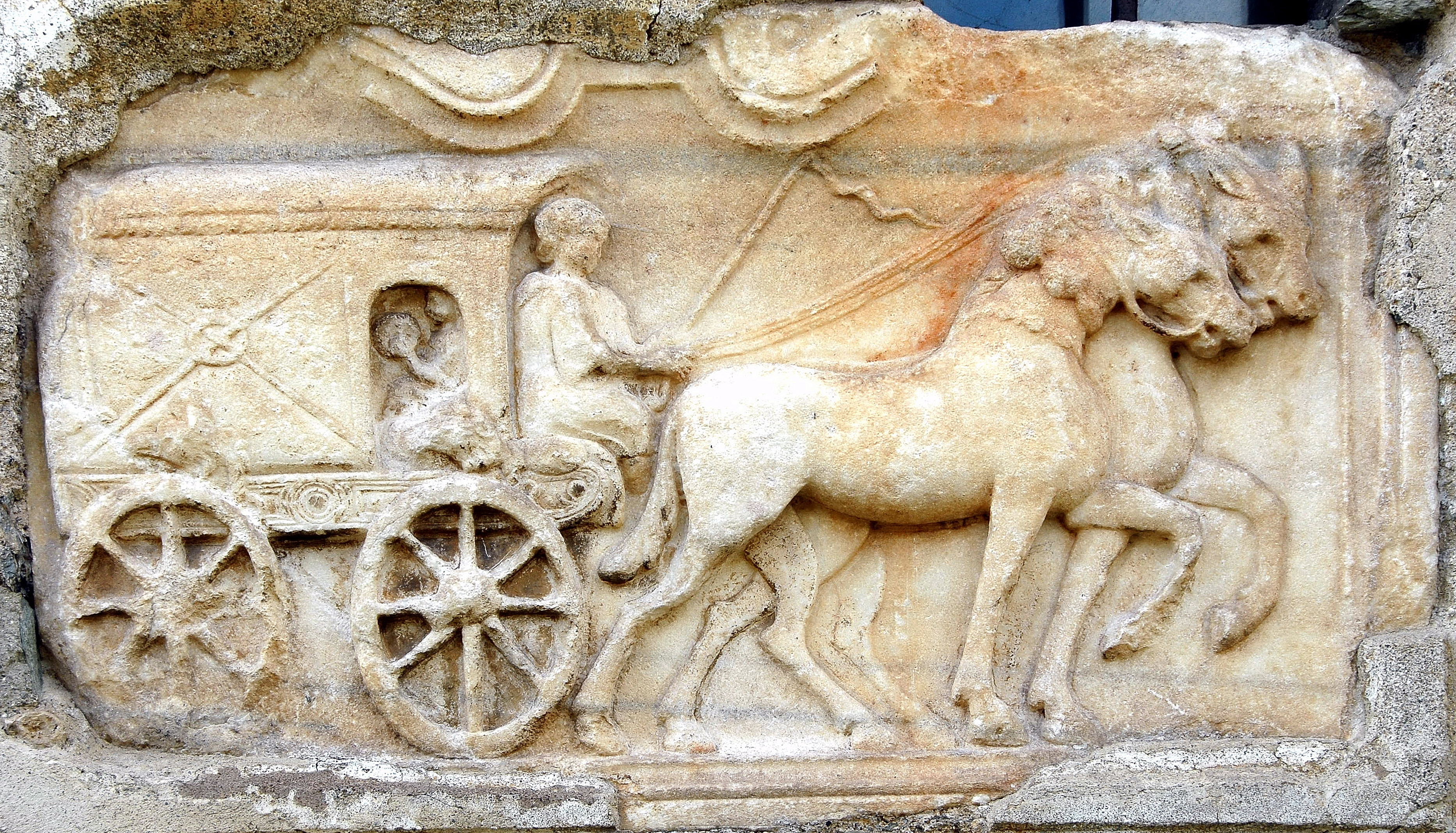
Grabrelief aus Virunum, heute an der Südmauer der Kirche (im Volksmund "Dom") von Maria Saal

Das Municipium Claudium Virunum (kurz Virunum) war eine römische Stadt (municipium) in der römischen Provinz Noricum auf dem Gebiet des heutigen Zollfelds bei Maria Saal in Kärnten (Österreich).

## Geschichte
Virunum wurde um die Mitte des ersten nachchristlichen Jahrhunderts unter Kaiser Claudius als Hauptstadt der Provinz Noricum gegründet und löste die Stadt auf dem Magdalensberg ab, von der sie möglicherweise auch den Namen übernahm. Die Stadt lag an der Verbindungsstraße von der Adria an die Donau, von der hier noch eine Abzweigung durch Südostkärnten zur Bernsteinstraße abgeht. Sie wurde auf einer überschwemmungssicheren Terrasse am Rande des Zollfeldes errichtet, Teile der Stadt reichten auf den Töltschacher Hügel im Osten der Stadt.
Die Stadt besaß das latinische Bürgerrecht und war bis in die zweite Hälfte des 2. Jahrhunderts Sitz des Provinzstatthalters (procurator Augusti provinciae Norici). Nach den Markomannenkriegen wurde die Provinzverwaltung nach Ovilava (Wels) verlegt, in Virunum verblieb nur die Finanzverwaltung. Mit der Teilung der Provinz Noricum durch Kaiser Diokletian wurde Virunum erneut Provinzhauptstadt, diesmal von Binnennorikum (Noricum mediterraneum). Ab 343 ist Virunum als Bischofssitz bezeugt. Der Niedergang der Stadt ist unzureichend bekannt. Da sie im Tal lag und unbefestigt war, zog im Laufe des 5. Jahrhunderts zumindest ein Teil der Bewohner auf die umliegenden Höhenzüge (Ulrichsberg, Grazerkogel). Im 5. Jahrhundert wird Teurnia (auf dem Lurnfeld am Holzer Berg im Ortsteil St. Peter in Holz der Gemeinde Lendorf) als Hauptstadt Noricums erwähnt. Auf das spätantike Bistum Virunum geht das Titularbistum Virunum der katholischen Kirche zurück. Möglicherweise lebt der Name auch im Muraunberg weiter.
Das zur Stadt gehörende Territorium umfasste Mittel- und Ostkärnten sowie Teile der Steiermark und war rund 9000 Quadratkilometer groß. Die üblichen Verwaltungsorgane wie Gemeinderat, Magistrate und Doppelbürgermeister (duoviri iure dicundo) sind auch in Virunum zum Teil namentlich bekannt.

## Beschreibung

Panoramaansicht des Amphitheaters, 2018

Die Stadt selbst umfasste rund einen Quadratkilometer. Erste Ausgrabungen wurden in der zweiten Hälfte des 18. und am Beginn des 19. Jahrhunderts gemacht, jedoch liegen darüber nur unzureichende Berichte vor. Umfangreiche systematische Grabungen fanden von Ende des 19. Jahrhunderts bis 1931 statt. Danach wurden intensive Grabungstätigkeiten erst wieder Ende des 20. Jahrhunderts mit der Freilegung des Amphitheaters aufgenommen.
Die Stadt ist von einem rechtwinkligen Straßennetz durchzogen, die Hauptachse verläuft SSW–NNO. An dieser liegen das ergrabene Forum und Kapitol. Zwei westlich davon anschließende Häuserblocks sind ebenfalls ergraben, in ihnen wurde ein knapp 30 Quadratmeter großes Dionysosmosaik freigelegt. Die Straßen der Stadt waren nicht gepflastert. Abwasserkanäle sowie Bleirohre und öffentliche Brunnen zeugen von einer guten Wasserver- und -entsorgung.
An Kultstätten sind neben dem Kapitol ein Dolichenum ergraben und zwei Mithräen durch Inschriften nachgewiesen. Die lange Zeit nur vermutete frühchristliche Kirche konnte kürzlich im Norden der Stadt nachgewiesen werden. Dabei handelt es sich um den wohl ältesten christlichen Kultbau Binnennoricums. Im Sommer 2012 wurden Ausgrabungen am Bischofszentrum vorgenommen. Es handelt sich um einen etwa dreiviertel Hektar großen Komplex, einen Bischofspalast mit einer Doppelkirchenanlage. „Mit einiger Wahrscheinlichkeit handelt es sich hier sogar noch um eine dritte Kirchenanlage.“ Im Herbst 2012 sollte das Gebiet mit einem Bodenradar erkundet werden.
Am Hang des Töltschacher Hügels befindet sich ein Bühnentheater, das einzige bis jetzt in Noricum bekannte Theater. Weiters ein langelliptisches Amphitheater. Weiter östlich davon befindet sich ein großes Gebäude, das als Statthalterpalast interpretiert wird.
Im Prunnerkreuz am Nordrand des Stadtgebietes sind seit dem 17. Jahrhundert etliche Römersteine eingemauert.